# Los Taques (municipalité)
Los Taques est l'une des 25 municipalités de l'État de Falcón au Venezuela. Son chef-lieu est Santa Cruz de Los Taques. En 2011, la population s'élève à 41 579 habitants.

## Géographie

### Subdivisions
La municipalité est divisée en deux paroisses civiles avec chacune à sa tête une capitale :
- Judibana (Judibana) ;
- Los Taques (Santa Cruz de Los Taques).